# 2004年欧洲联盟扩大

2004年拓展之前欧盟既有的成员国
2004年新加入欧盟的成员国

发生在2004年5月1日的欧洲联盟扩大在扩展的领土面积、国家数量以及人口总量方面都是欧盟最大的一次一次性成员国扩展，但以国内生产总值计算这并非最大的一次。
同时加入有以下10个国家（有时也称“A10”国家）：塞浦路斯、捷克共和国、爱沙尼亚、匈牙利、拉脱维亚、立陶宛、马耳他、波兰、斯洛伐克和斯洛文尼亚。新加入的成员国中有七个是前东欧集团成员国，其中三个国家是过去的苏联加盟国，而另外四个属于中欧的联合组织维舍格勒集团，还有一个前南斯拉夫联盟成员国（上列八个国家有时被称为“A8”国家），而剩余两个都是地中海岛国并都曾是英国殖民地。
本轮欧盟拓展也包括了保加利亚和罗马尼亚在2007年的加入，虽然这两国无法在2004年加入欧盟，但根据欧盟委员会其在欧盟的第五次扩大中也一并加入了欧盟。

## 历史

### 背景
随着第二次世界大战在1945年结束，欧洲分裂成一个资本主义的西方集团，一个共产主义的东欧集团，以及第三世界的中立国家。欧洲经济共同体在1957年创始时只有西方集团内的六个国家，到后来囊括了跨越欧洲的十二个国家；当时在东欧，共产主义国家与苏联有一个的松散的经济互助会；而在东南欧则有一个不结盟的共产主义联邦南斯拉夫。
1989年，随着苏联在东欧的垮台，两个超级大国之间的冷战进入尾声。同时那些东欧共产主义国家开始过渡成为自由市场经济的民主国家，并且加入到欧洲一体化当中，欧洲各共同体如何在欧洲进一步拓展的问题被提上了各共同体的议程。

### 谈判
不久后法尔计划被提出，该方案旨在使中东欧国家调整为更加适应欧洲经济共同体的结构的国家；而方案的一个主要工具就是区域质量保证项目，这个项目从1993年开始就开始帮助中东欧各国在经济领域实行新方法。
共同體法律總匯包含3 000項指令和约100 000页待转化为法律的欧洲联盟官方公报。这不仅需要各方大量的行政工作，要求欧盟和中东欧国家实行巨大的经济改革，并且引发了新的重要文化问题——例如新的法律概念与语言的一致性问题。

### 加入
2003年4月16日，欧盟原有成员国和十个申请国在希腊雅典的阿塔罗斯柱廊签署了《2003欧盟入盟条约》。该条约还包括对欧盟理事会的特定多数表决机制在内的《欧洲联盟基本条约》的修订。条约如期批准并于2004年的5月1日伴随着欧盟庆典正式生效。

### 进程
1 欧盟统合协议种类: 指针对欧盟第五次扩大国家的[欧洲联盟统合协议|统合协议] 。
| 成员国谈判开始时的政策区域依照与欧盟委员会1997年的意见以及1999年的报告。                                    |                                                                           |                                              |
| s – screening of the chapter fs – finished screening f – frozen chapter o – open chapter x – closed chapter | 欧盟法律已大体实行 预计无重大困难 需要进一步努力 非欧盟法律章节或无需调整 | 需要大量努力 难以调整 与欧盟法律完全不能兼容 |

## 人员自由流动问题
截至2011年5月，针对于成员国公民自由流动的特殊限制已经全部取消。
随着新成员国加入欧盟，人员的自由运动也本应在欧盟内部所有的25个成员国中实现。但是由于对欧盟内部大规模迁移的担忧 ，新成员国与欧盟既有的15个成员国在这方面有一些过渡性限制。 在欧盟既有成员国与塞浦路斯之间、以及除塞浦路斯外的新成员国内部人员流动是正常的；但在欧美新旧成员国之间，则有至长到2011年5月的过渡性限制，但即便是来自受限制国家的欧盟公民也同样拥有相对于非欧盟国家公民在就业上的优先权。 马耳他和塞浦路斯没有受到限制。 以下为各国制定的相应限制：
- 奥地利和德国：对人员自由流动和提供某些服务加以限制。 所有国家国民都需要工作许可。奥地利要求受雇人员应当在其母国加入欧盟前在其国内工作满一年；德国采用了双边配额制，并且实施至今。
- 塞浦路斯：没有任何限制。
- 马耳他：对本国公民没有限制，但对移民本国保有权利。
- 荷兰：起初反对限制，但在2004年初收紧了其政策；并宣称，如果每年有超过22 000 名劳工抵达本国，将会进一步收紧其政策。
- 芬兰：有2年的过渡安排。其工作许可证仅授予无法雇佣到芬兰人的岗位；不适用于学生、兼职、企业家、因非工作的目的居住在芬兰的人、以及来自第三世界并且已在芬兰生活满一年或获得在该国工作权利的人。
- 丹麦：两年里，只有获得居留许可的全时工人才可以获得工作签证。这些工人不享有福利，但限制仅适用于工薪劳动者，来自任何一个1981年欧盟成员国的公民都可以开办工作)。
- 法国：有五年的限制，具体取决于部门和区域。 学生、研究人员、自雇和服务提供者豁免于此类限制。
- 西班牙：两年。
- 葡萄牙：两年，每限额6 500。
- 瑞典：没有任何限制。
- 捷克共和国和斯洛伐克：没有任何限制。
- 波兰：相互限制，只有英国和爱尔兰的公民可以自由访问。
- 比利时、希腊和卢森堡：两年。
- 联合王国：福利的限制仅需要注册。
- 爱尔兰：没有任何限制。
- 匈牙利：相互限制，为期七年。

尽管产生恐慌，但欧盟内部移民仅仅占欧盟不到2％的人口。然而在一些移民潮涌入的国家，移民还是引发了争议；创造出的例如"波兰水管工"的形象，讽刺了来自新加入欧盟的东欧的廉价劳动力对欧洲其它部分所产生的冲击。有关于东欧移民对与公众产生何种程度的持久冲击的问题仍未定论。入盟十年后的一项研究表明，随着东欧8国移民的涌入，西欧在过去十年更加普遍地承认移民所带来的经济效益。继2007年欧盟再次扩大，大多数国家将限制置于新的成员国，这也包括2004年最开放的国家（如英国）；只有瑞典、芬兰和除匈牙利和马耳他外的2004年加入的成员国对新成员国没有限制。时至2008年，除了德国和奥地利外所有欧盟成员国都取消了对受限制的八个国家的限制。

## 其余领域共轨
塞浦路斯、捷克共和国、爱沙尼亚、匈牙利、拉脱维亚、立陶宛、马耳他、波兰、斯洛伐克和斯洛文尼亚在2004年5月1日正式成为欧美成员国，但某些领域的合作被推迟适用于欧盟的某些成员国，详见：
- 申根区（见申根区扩大；塞浦路斯仍非申根区成员）
- 欧元区（见欧元区扩大；捷克共和国、匈牙利、波兰仍非欧元区成员）

## 新成员国问题

### 塞浦路斯
自1974年以来塞浦路斯就分裂为希腊人为主体的南部地区(塞浦路斯共和国)和土耳其军事占领的北部地区（自称北塞浦路斯土耳其共和国）。塞浦路斯共和国是包括所有欧盟国家在内大多数国家公认的唯一合法政府，而北部仅获土耳其的承认。
塞浦路斯开始谈判加入欧盟，这为解决塞浦路斯问题提供了动力。《协定》的塞浦路斯安南方案，希望这两个国家以一个统一的“塞浦路斯联合共和国”的名义加入欧盟。虽然土耳其裔塞浦路斯人支持这一方案，但在2004年4月24的全民公投中，希腊裔塞浦路斯人拒绝了该方案。 因此一周后，塞浦路斯共和国带着自身未解决的政治问题加入了欧盟。 法理上，欧盟不承认北塞浦路斯，整个塞浦路斯岛（除英属基地区）都属于欧盟成员国塞浦路斯共和国，但事实上的政府无法扩大其控制区域，也无法进入土耳其人占领地区。
直至2014年双方仍在努力实现统一。

### 波兰
波兰从1989年就与欧盟开始谈判，直至2004年最终加入了欧盟。
随着共产主义在波兰垮台，波兰开始了一系列的改革，并且在外交政策进行调整，意图加入欧盟和北约。1989年9月19日，波兰与欧洲共同体（EC）签署了有关贸易和贸易合作的协议；波兰在总理塔德乌什·马佐维耶茨基於1990年2月在欧洲议会的演讲以及1991年6月波兰外交部长Krzysztof Skubiszewski在波兰众议院的演讲中明确提出了要求加入欧盟的意愿。
1990年5月19日，波兰开启了欧盟统合协议谈判的程序，谈判在1990年12月正式开始。约一年后，即1991年12月16日，波兰正式签署了欧盟统合协议。该协定在1994年2月1日开始生效（其第三部分有关双边贸易关系的协议早在1992年3月1日即已生效）。
在维舍格勒集团内的中欧国家外交推动下，欧洲理事会决定在1993年6月的哥本哈根峰会上表示：“集团的中东欧成员国，它们既然如此希望，可以成为欧盟成员国。但为实现这一目标，它们必须实现适当的条件。”这些条件（又称“哥本哈根标准”，也即成员国的资格标准）有：
1. 该候选国能实现稳定的机构，以保障民主、法制、人权以及对少数民族的保护和尊重。
2. 该候选国需要拥有一个运转的市场经济，在欧盟市场内能够有效相互竞争。
3. 该候选国都能够接受所有成员国责任，包括政治、经济和货币领域的责任。

在1997年卢森堡峰会，欧盟接受委员会关于邀请波兰、捷克、匈牙利、斯洛文尼亚、爱沙尼亚和塞浦路斯加入其入盟谈判的意见。谈判进程开始于1998年3月31日。波兰在2002年12月完成了入盟谈判；随后，入盟协议在2003年4月16日于雅典（见2003年入盟协议）签署；该协议在2003年波兰入盟公投中被正式批准，波兰和其他9个国家在2004年5月1日最终成为欧盟成员国。

## 影响
| 成员国           | 人口                    | 面积 （平方公里）     | GDP （十亿美元）     | 人均GDP（美元）   | 语言            |
| ---------------- | ----------------------- | --------------------- | -------------------- | ----------------- | --------------- |
| 塞浦路斯         | 775,927                 | 9,250                 | 11.681               | 15,054            | 希腊语 土耳其语 |
| 捷克共和国       | 10,246,178              | 78,866                | 105.248              | 10,272            | 捷克语          |
| 爱沙尼亚         | 1,341,664               | 45,226                | 22.384               | 16,684            | 爱沙尼亚语      |
| 匈牙利           | 10,032,375              | 93,030                | 102.183              | 10,185            | 匈牙利语        |
| 拉脱维亚         | 2,306,306               | 64,589                | 24.826               | 10,764            | 拉脱维亚语      |
| 立陶宛           | 3,607,899               | 65,200                | 31.971               | 8,861             | 立陶宛语        |
| 马耳他           | 396,851                 | 316                   | 5.097                | 12,843            | 英语 马耳他语   |
| 波兰             | 38,580,445              | 311,904               | 316.438              | 8,202             | 波兰语          |
| 斯洛伐克         | 5,423,567               | 49,036                | 42.800               | 7,810             | 斯洛伐克语      |
| 斯洛文尼亚       | 2,011,473               | 20,273                | 29.633               | 14,732            | 斯洛文尼亚语    |
| 入盟国家         | 74,722,685              | 737,690               | 685.123              | 9,169             | 10 种新官方语言 |
| 既有国家（2004） | 381,781,620             | 3,367,154             | 7,711.871            | 20,200            | 11              |
| 欧盟25国（2004） | 456,504,305 （+19.57%） | 4,104,844 （+17.97%） | 8,396,994 （+8.88%） | 18,394 （−8.94%） | 21              |

扩大后的12年，欧盟仍在"消化"这一变化。加入的大量新成员有效终结了法德作为欧盟引擎的主导地位；作为其相对较新的成员国，波兰和瑞典，将如东部伙伴关系的政策提上了政治议程。尽管担心欧盟的瘫痪，决策制定过程未曾受到新成员的阻碍，反而助长了机构的立法产出；但本应一致协调的司法和内政事务受到了影响。2009年，欧盟委员会认定：本次扩大是成功的；但只有直到当公众能够完全接受本次扩大的影响，未来的扩大才有可能加快进行。2012年《卫报》公布的数据显示，这一过程已经完成。
欧盟的内部影响也一直是相关的。新成员的加入为欧盟的机构增加了额外的治理压力，并显著增加了欧盟的间接费用（例如，通过增加官方语言增加的费用）。此外，还有工作条件的变化，自扩大那天起欧盟就决定深度改革人员管理条例，以有效节省行政费用。结果，就业条件的恶化也影响了官员的聘用。根据定义，"新"成员国的官员在扩大后会被招募，这些新的条件也影响他们所有人（同样也影响欧盟既有的15个成员国在2004年5月1日后聘用的官员）。
2004年扩大前欧盟有十二种条约语言：丹麦语、荷兰语、英语、芬兰语、法语、德语、希腊、爱尔兰、意大利、葡萄牙、西班牙和瑞典。 2004年扩大后，又有九个新的官方语言加入：波兰语、捷克语、斯洛伐克语、斯洛文尼亚语、匈牙利语、爱沙尼亚语、拉脱维亚语、立陶宛语和马耳他语。